# Fun DMC
Fun DMC é o quinto álbum de estúdio do grupo de hip hop People Under the Stairs.

## Faixas
1. "The Swan Fever" - 5:19
2. "Step Bacc" - 3:30
3. "Up Yo Spine (Fishbucket Pt. 3)" - 3:53
4. "The Fun" - 4:18
5. "The Grind" - 3:19
6. "Anotha' (BBQ)" - 4:24
7. "The Ultimate 144" - 3:38
8. "Letter 2 c/o Bronx" - 2:04
9. "Party Enemy No. 1" - 3:19
10. "Enjoy" - 3:14
11. "Gamin' On Ya" - 2:32
12. "Critical Condition" - 3:00
13. "The Wiz" - 4:12
14. "People Riddum"  Feat. Odell - 3:49
15. "California" Feat. Blvme" - 5:11
16. "Love's Theme" - 4:00
17. "A Baby" - 2:33
18. "Same Beat (The Wesley Rap)" - 4:44
19. "D" - 4:17
20. "The Mike & Chris Story" - 4:23